# Leuris Pupo
Pour les articles homonymes, voir Pupo.
Leuris Pupo Requejo, né le 9 avril 1977 à Holguín, est un tireur sportif cubain.

## Carrière
Après trois participations aux Jeux olympiques (en 2000, 2004 et 2008, terminant la première fois 9e et les deux autres fois 7e), Leuris Pupo crée la surprise en étant sacré champion olympique de pistolet à 25 mètres tir rapide messieurs aux Jeux olympiques d'été de 2012 à Londres.